# Багірова Нуріда Зульфугар кизи
Нуріда Зульфугар кизи Багірова (1922, місто Карягіно, тепер місто Фюзулі, Азербайджан — ?) — азербайджанська радянська діячка, голова Азербайджанського республіканського комітету профспілки працівників культури. Депутат Верховної ради СРСР 4-го скликання.

## Життєпис
Народилася в місті Карягіно, але незабаром родина переїхала до Баку. З 1929 року навчалася в середній школі міста Баку. У 1938 році стала членом комсомолу.
Після закінчення школи вступила на філологічний факультет Азербайджанського державного університету імені Кірова. Одночасно з навчанням працювала вожатою 132-ї школи міста Баку та в піонерських таборах, завідувала кабінетом у Центральному будинку піонерів у Баку. З 1943 року — науковий працівник Інституту історії партії імені Шаумяна при ЦК КП(б) Азербайджану.
Член ВКП(б) з 1944 року.
У 1945 році закінчила філологічний факультет Азербайджанського державного університету імені Кірова.
У 1945—1946 роках — завідувач відділу Комітету у справах культурно-освітніх закладів при РНК Азербайджанської РСР.
У 1946—1948 роках — заступник завідувача відділу пропаганди і агітації ЦК ЛКСМ Азербайджану.
З 1948 року навчалася в аспірантурі Інституту літератури і мови Академії наук Азербайджанської РСР, була заступником секретаря партійного бюро Інституту літератури і мови.
З березня 1952 по травень 1953 року — голова Азербайджанського республіканського комітету профспілки працівників вищої школи.
З травня 1953 року — голова Азербайджанського республіканського комітету профспілки працівників культури.
Подальша доля невідома.